# Taoulet d'Aouet
Ne pas confondre avec le Taoulet
Le taoulet d'Aouet est un sommet des Pyrénées françaises situé dans le département des Hautes-Pyrénées en région Occitanie ; il atteint une altitude de 2 293 mètres.

## Toponymie
En occitan, taoulet signifie un sommet aplati sur le haut, replat important qui coupe la raideur de la pente.

## Géographie
Il se situe sur la crête orientale du pic du Midi de Bigorre. Sur ses flancs prennent naissance des affluents du fleuve Adour, tels que l'Adour de Lesponne et l'Adour de Gripp.

## Voies d'accès
- Depuis le nord par la vallée de Lesponne.
- Depuis l'ouest par le pic du Midi de Bigorre en continuant sur sa crête est.